# NMDA-рецептор
NMDA-рецептор (NMDAR; НМДА-рецептор) — ионотропный рецептор глутамата, селективно связывающий N-метил-D-аспартат (NMDA).
Структурно NMDA-рецептор представляет собой полимер из 4 субъединиц — 2 из подтипа NR1 и 2 из подтипа NR2. В середине нулевых также был выделен новый класс субъединиц – NR3. В неактивированной форме канал рецептора закрыт ионом магния.
Ион магния удаляется при деполяризации постсинаптической мембраны, на которой находится рецептор. Одновременно с этим для функционирования рецептора должен поступить в синаптическую щель глутамат. Такая активация рецептора вызывает открытие ионного канала, селективного к катионам, что ведёт к притоку в клетку Na+ и, в небольшом объёме, Ca2+, а K+ покидает клетку. Ионы кальция, вошедшие через канал, активируют протеинкиназу CaMK-II. Происходит её аутофосфорилирование и фосфорилирование ряда белков нейрона-реципиента.
Данный процесс играет ключевую роль в синаптической пластичности, а следовательно и в процессах обучения и памяти. Также существует теория, что NMDA-рецепторы являются активаторами перехода REM-сон — Бодрствование; процесс опосредован СаМК-II. В отличие от других рецепторов, NMDAR одновременно восприимчив к эндогенным лигандам-агонистам и антагонистам и к изменению мембранного потенциала (англ. voltage-dependent).
Альтернативный сплайсинг порождает множественные изоформы NR1, что вкупе с неоднородной экспрессией NR2 обусловливает различную структуру рецепторов в разных областях нервной системы.
В период эмбрионального и постнатального развития мозга отмечается изменение конструкции рецептора, в нём снижается число субъединиц NR2B, NR2D, NR3A, растёт число единиц NR2A и NR2C. Эти изменения различаются в разных областях мозга и подтипах нейронов, и происходят под действием разных факторов: так, в гранулярных клетках мозжечка замена NR2B на NR2C предположительно происходит под воздействием нейрегулинов. Множество работ посвящено возрастной смене преобладания NR2B на NR2A при созревании возбуждающих синапсов.:163 Это изменение связано с действием рилина.